# I min dotters namn
I min dotters namn (originaltitel: Redemption) är en irländsk-brittisk kriminal- och dramaserie vars första säsong hade premiär den i april 2022.  Seriens första säsong bestod av sex avsnitt. Serien är skapad av Sean Cook som även svarat för seriens manus.

## Handling
Serien utspelar sig i Dublin och kretsar kring kriminalkommissarie Colette. När en kropp hittas är Colette närmast anhörig då det visar sig vara hennes dotter, som försvann för 20 år sedan.

## Rollista i urval
- Paula Malcomson - Colette Cunningham
- Abby Fitz - Cara Lockley
- Scott Graham - Ross Corby
- Thaddea Graham - Siobhán Wilson
- Ian Lloyd Anderson - Niall Kilduff
- Evan O'Connor - Liam Lockley
- Keith McErlean - Patrick Fannon
- Moe Dunford - Eoin Molony
- Siobhán McSweeney - Jane Connolly